# Inez Andrews
Inez Andrews, (Birmingham, 1929. április 14. – Chicago, 2012. december 19.) amerikai gospelénekesnő. Kétszer jelölték Grammy-díjra. 2013-ban Stellar Awards-szal jutalmazták.
Andrews rekedtes altja mennydörgő mély hangokat adott, míg hatalmas hangterjedelme lehetővé tette számára, hogy falzett nélkül érje el a sztratoszférikus hangmagasságokat... drámai előadásmódja karizmatikus jelenlétté tette őt a templomban és a színpadon.
Sister Inez Andrews amerikai gospelénekesnő volt. Gyermekkorában kezdett a templomban énekelni. Az 1940-es évektől kezdve gospelt adott elő  gospel együttesekkel turnézva. 1957-ben csatlakozott a The Caravanshoz. Az 1950-es évekbeli The Caravans egyik tagja, Shirley Caesar egyszer Andrewst „főpapnőnek” nevezte a magas hangok megszólaltatására való képessége miatt: 2013-ban kijelentette: „soha nem volt és soha nem is lesz még egy olyan hang, mint Inez Andrewsé.” 
Sister Inez énekelte a The Caravans első átütő slágerében, a „Mary Don't You Weep”-ben szólót. 2012-ben a The New York Times „a gospel aranykorának utolsó nagyszerű  énekesnőjenek” nevezte; a „Black Gospel aranykorának” (1945–60) többi zenei legendájához – Mahalia Jacksonhoz, Marion Williamshez, Dorothy Love Coateshez, Rosetta Tharpe-rhez és Clara Wardhoz − hasonlítva Andrewst.

## Pályafutása
InezÉdesanyja kétéves korában meghalt. Édesapja, aki szénbányász volt, később újranősült. Gyakran munka nélkül maradt a nagy gazdasági világválság idején. Andrews heti hat napot, napi tíz órát dolgozott heti 18 dollárért, és mosott, vasalt, főzött, lépést tartott a gyerekekkel. Miközben ezen imádkozva elmélkedett, fogott "egy ceruzát és egy barna papírzacskót, és elkezdett írni. Így kezdődött dalszerzői karrierje.
Andrews az 1940-es években kezdte karrierjét két együttessel Birminghamben, (Alabama), a Carter's Choral Ensemble-lel és az Original Gospel Harmonettes-szel. Az 1950-es évek közepére a Harmonettes az ország egyik vezető gospel együttesévé vált, Andrews pedig a Harmonettes énekesnőjének, Dorothy Love Coatesnek a helyettese volt. Coates ajánlotta be Andrewst a Caravansnak.
1962-ben Andrews elhagyta a Caravanst, és megalapította saját együttesét, az Inez Andrews and the Andrewettes-t. Bejárták az országot. 1967-ben már szólistaként turnézott.
Az 1960-as években dalait számos előadó vette fel, köztük Aretha Franklin. Andrews a gospel aranykorának egyik legnagyobb sztárjává vált.

## Albumok
- 1963: The Need of Prayer
- 1964: Letter to Jesus
- 1972: Lord Don't Move That Mountain
- 1975: This is Not the First Time I've Been Last
- 1979: Chapter 5
- 1980: A Sinner's Prayer
- 1981: I Made a Step
- 1982: My Testimony
- 1984: Lord Lift Us Up
- 1986: Jehovah is His Name
- 1987: The Two Sides of Inez Andrews
- 1988: If Jesus Came to Your Town Today
- 1989: Close to Thee
- 1990: Lord Lift Us Up
- 1990: My Testimony
- 1990: I Made a Step in the Right Direction
- 1990: Inez Andrews
- 1991: Raise Up a Nation
- 1991: Shine on Me

### Live album
- 1974: Live: München Gospel Festival
- 1980: Inez Andrews a „The True Voices of Christ” koncertegyüttessel, Kevin Yancy vezényletével: „A Sinners Prayer”

### Kislemezek
- 1972: I'm Free / Lord Don't Move The Mountain
- 1975: Help Me / God's Humble Servant
- 1980: I'm Free / Lord Don't Move The Mountain
- 19 ?? Close To Thee

## Díjak
- 2002: Gospel Music Hall of Fame(wd)
- 2013: Stellar Awards